# Chuck Taylor All-Stars

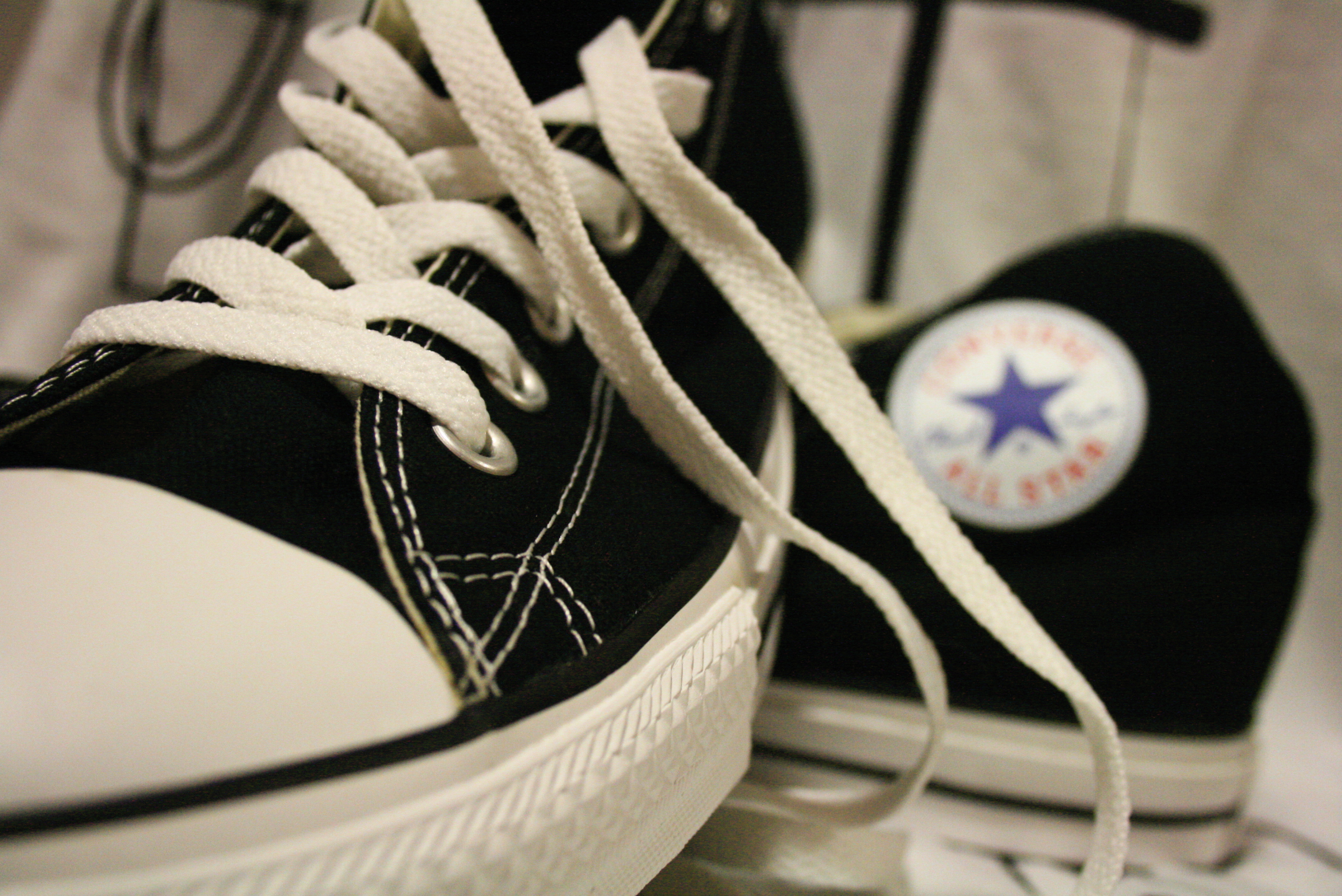
Классические кеды Converse All-Star

Chuck Taylor All-Star (также «ко́нверсы», Converse All-Star) — кеды фирмы «Converse», которую основал Маркус Миллс Конверс (англ. Marquis Mills Converse) в 1908 году. Впервые эти кеды появились в баскетбольных магазинах в 1917 году — тогда они назывались просто All-Star. Поначалу кеды не были особо популярны, пока их не заметил баскетболист Чак Тейлор (Chuck Taylor). Он был буквально сражён дизайном «конверсов» и вскоре принял активное участие в их рекламной кампании. Кеды доработали, название сменили на Chuck Taylor All-Star, а на боковой нашивке обуви добавили подпись баскетболиста.
Кеды выпускаются разных цветов, разной формы (низкие, средние, высокие) и из разных материалов — кроме обычных матерчатых, существуют кожаные, замшевые, виниловые, денимовые и даже конопляные «конверсы». Также есть модели кед без шнурков, дизайн которых разрабатывал Чак Тейлор незадолго до своей смерти в 1969 году. В отличие от другой спортивной обуви, в них подошва изготавливается из вулканизированной резины, а верхняя часть из ткани, реже - из кожи.
Кеды Converse являются атрибутом панк-культуры. В конце 1970-х их носили участники многих панк-групп, например Ramones и Blondie. Они вновь стали популярны в 1990-х — на этот раз среди поклонников гранжа. В данное время популярны у различных субкультур.
Два отверстия у подошвы служат для дополнительной шнуровки, которая обеспечивает более плотную фиксацию стопы, что уменьшает вероятность травмы у спортсмена.